# استر ورگیر
استر ورگیر (هلندی: Esther Vergeer؛ زادهٔ ۱۸ ژوئیهٔ ۱۹۸۱) یک تنیس‌باز اهل هلند است.